# Kościół św. Jana Vianneya w Poznaniu
Kościół św. Jana Vianneya – kościół rzymskokatolicki znajdujący się między ulicami Podlaską i Mazowiecką, na poznańskim Sołaczu, zbudowany w latach 1928-1930 według projektu Stanisława Mieczkowskiego.

## Architektura
Jest to neoklasycystyczna świątynia na planie koła w formie rotundy przykrytej kopułą z latarnią. Do wnętrza prowadzi portyk wsparty na sześciu kolumnach oraz dwa portyki boczne. Absyda prezbiterium nakryta jest osobną kopułą, a we wnętrzu oddzielona od korpusu łukiem tęczowym. W ołtarzu głównym krucyfiks, na ścianach bocznych prezbiterium obrazy Jana Pawła II i Augusta Hlonda namalowane przez Jerzego Olesiaka. Witraże w prezbiterium, przedstawiające św. Jana Vianneya, Ostatnią Wieczerzę i św. Wojciecha wykonano w 1976 w pracowni Marii Powalisz-Bardońskiej. Ołtarze boczne zrekonstruowano po 1945 roku. W lewym obraz Matki Bożej Królowej Korony Polskiej autorstwa Władysława Bartoszewskiego, a z prawej obraz obraz Miłosierdzia Bożego namalowany przez Adolfa Hyłę. Między ołtarzami a prezbiterium znajdują się rzeźby: św. Jacka Odrowąża po lewej i św. Andrzeja Boboli po prawej.
Kopułę pokrywa polichromia namalowana w 1984 przez Teodora Szukałę. Przedstawia ona wizerunki polskich świętych i sług Bożych: Rafała Kalinowskiego, Adama Chmielowskiego, Edmunda Bojanowskiego, Karoliny Kózkówny, Urszuli Ledóchowskiej, Michała Kozala, Jerzego Popiełuszki i Stefana Wyszyńskiego w tondach połączonych girlandami. W ambicie obrazy św. Jana Vianneya i bł. Narcyza Putza. Na chórze muzycznym organy z 2000 roku, a pod emporą rzeźby przedstawiające św. Antoniego Padewskiego i św. Józefa. Wystrój kościoła uzupełniają między innymi chrzcielnica ze sceną grzechu pierworodnego na cokole oraz tablica ku czci żołnierzy 14. Pułku Artylerii Lekkiej Wielkopolskiej.
Na zewnętrznej ścianie świątyni tablica upamiętniająca żołnierzy 7. Pułku Artylerii Ciężkiej Wielkopolskiej. Przy kościele kamień upamiętniający wizytę Jana Pawła II w Poznaniu podczas II pielgrzymki do ojczyzny z 1997 roku, oraz pochodzący z 2006 pomnik Walentego Dymka wykonany przez Stanisława Mystka. Za kościołem wolnostojąca stalowa dzwonnica na której zawieszonych jest pięć dzwonów.